# Aizis

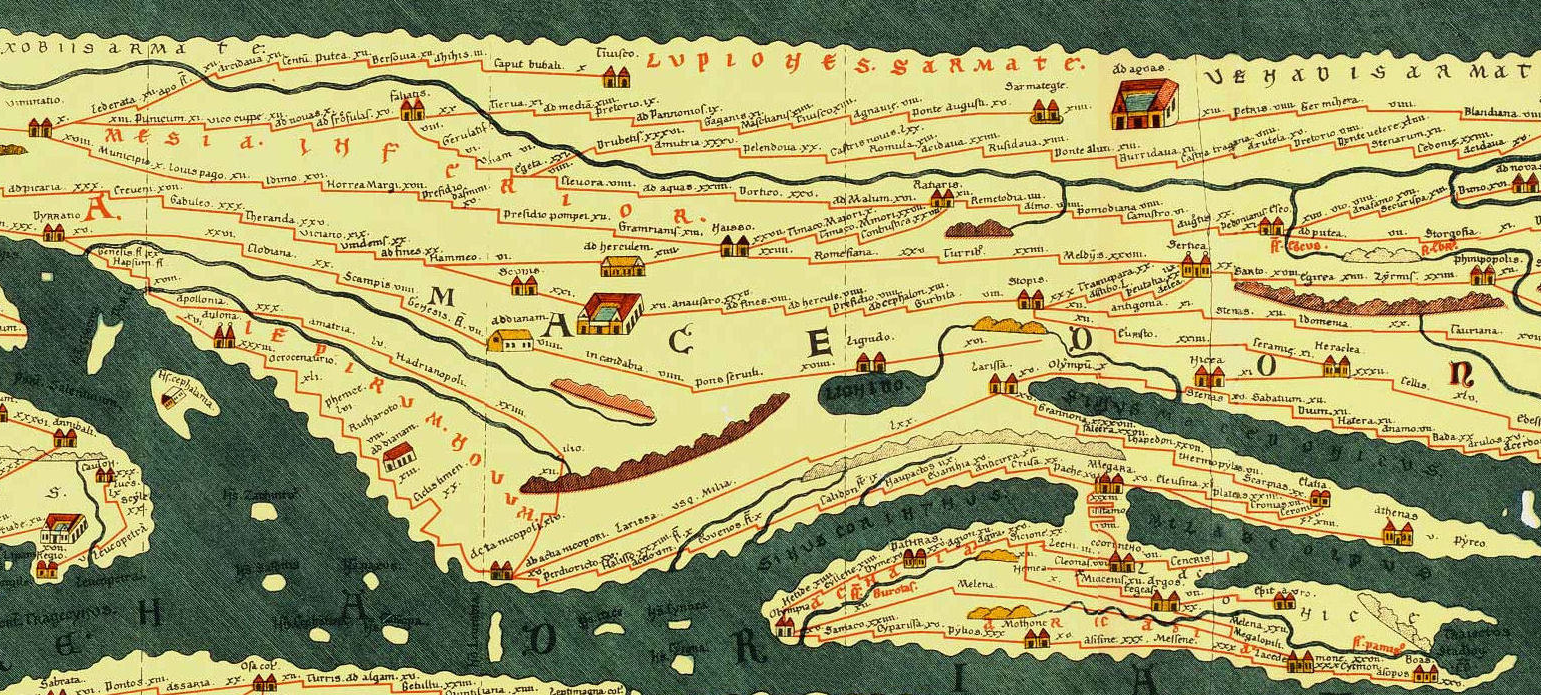
Aizis En la Dacia Romana selección de Tabula Peutingeriana (esquina izquierda superior superior)

Aizis (Aixis, Aixim, Airzis, Azizis, Azisis, Aizisis, Alzisis, Aigis, Aigizidava, Zizis, en griego antiguo: Αίζισίς) fue una ciudad dacia mencionada por Emperador Trajano en su trabajo Dacica. Localizada en Dealul Ruieni, Fârliug, Distrito de Caraș-Severin, Banato, Rumania.
Una frase sobrevivirá de Dacica, en el trabajo de gramática latino de Prisciano, Institutiones grammaticae dice: inde Berzobim, deinde Aizi processimus, significando Nosotros llegamos a Berzobim, luego a Aizi. La frase describe la marcha de itinerario inicial a Dacia por el ejército Romano
Después de la conquista romana de Dacia, un castrum fue construido en Aizis.
Es también descrito en el Tabula Peutingeriana, como Azizis, en una red de carretera Romana, entre Bersovia y Caput Bubali.

## Etimología
El nombre de sitio Aizizi, localizado en el sudoeste de Dacia tiene una raíz que contiene el bactriano "ait", armenio "iz"  'snake' o mejor el bactriano "azi" armeniao "ajts" 'cabra'. El historiador de rumano y arqueólogo Vasile Pârvan también da el significado 'cabra'.
Este nombre dacio (mencionado también por Tolomeo como Αίζισίς) confirma el cambio de lengua dacia a Proto-Indoeuropeo *g a z: Αίζισίς (Claudio Ptolomeo) < *aig-is(yo) – '(sitio) con cabras' (griegos αίζ, αίγός cabra)

### Antiguas
- Prisciano (c. 520). Institutiones grammaticae (en latin). Teubner.

### Modernas
- Pârvan, Vasile (1982).  Florescu, Radu, ed. Getica (en romanian). București, Romania: Editura Meridiane.